# Grevskabet Holsten
Grevskabet Holsten (af latin holcetae, afledt af det germanske ord holtsete (= ”skovsæde”, dvs. ”skovbeboer”)), var oprindelig en del af det saksiske stammehertugdømme. I sen jernalder og tidlig middelalder indvandrede flere vestslaviske folk (vender) til den sydøstlige del af området, som derfor gled den saksiske hertug af hænde.
Holsten, i middelalderen jævnlig kaldet Nordalbingien, optræder første gang i historien efter at være blevet erobret af Karl den Store, der undertvang den oprindelige germanske befolkning af saksere og anlagde borgen Esseweldoburg (Itzehoe). I den østlige del skal han have bosat vagrierne, en slavisk stamme, efter hvem landet mellem Kiel- og Neustadt-bugten fik navnet Vagrien. Allerede under Karl den Store dannede Ejderen og åen Levenså nord for Kiel grænsen mellem Holsten og den sydligste del af Jylland, det senere hertugdømme Slesvig. Det østlige mose- og skovområde mellem Slien, Ejderen og Elben var et grænselandskab, en "mark", der som en smal bræmme skød ned igennem landet overfor de slaviske områder, Vagrien.
Den saksiske del af Holsten, der i den ældre middelalder bestod af tre områder eller grevskaber: Ditmarsken mod vest, det egentlige Holsten midt i landet og op til Ejderen samt Stormarn mod syd. Ret tidligt samledes dog de tre grevskaber på de saksiske hertugers hænder, og disse udnævnte vicegrever som vasaller, men til helt ned i 14. århundrede beholdt hvert landskab dog sin »overbode«, en slags folkevalgt tingformand, der næst efter greven var landets fornemste mand, og hvis embede synes at have været knyttet til enkelte mægtige slægter.
Principielt tilhørte Ditmarsken ganske vist Holsten, men områdets befolkning holdt sig gennem hele Middelalderen uafhængig og området blev først underlagt hertugdømmet Holsten i det 16. århundrede.

## Holsten saksisk len
Mens kristendommen uden større vanskelighed bredte sig blandt sakserne, havde den meget ublide kår hos vagrierne. Omkring 1100 syntes kampen dog at være endt, da deres fyrste, Henrik, havde antaget kristendommen. Ved sin død overdrog han sine besiddelser til den danske jarl Knud Lavard, der undertvang en stor del af de obotritter, der var nært beslægtede med vagrierne, og som også udstrakte sin indflydelse over de saksiske dele af Holsten. Her var schauenburgerne, en dygtig og energisk slægt fra Weser-egnen, kommet til magten i 1110, da grev Adolf 1. af Schauenburg (1106-1128) var blevet forlenet med Holsten og Stormarn af hertug Lothar af Sachsen. Det lykkedes hans søn, Adolf 2. (død 1164), endelig at få bugt med vagrierne, som efter Knuds drab 1131 atter havde genoptaget deres gamle plyndringstogter.
Landet blev erobret og 1143 forlenet til grev Adolf 2., der i stedet for de gamle indbyggere, hvoraf mange var blevet dræbt, indkaldtes nybyggere fra Westfalen, Holland og Frisland. Samtidig vandt kristendommen fast fodfæste i landet, særlig ved den fromme Vicelins bestræbelser, og bispedømmet i Oldenburg, som størstedelen af Holsten hørte under, oprettedes på ny. I 1163 flyttedes bispedømmet imidlertid til Lübeck, der kort i forvejen var blevet anlagt af grevens lensherre, hertug Henrik Løve af Sachsen.

## Dansk overherredømme
Efter Henrik Løves fald (1180-1181) begyndte dansk indflydelse at gøre sig stærkt gældende i landet, og samtidig løsrev Ditmarsken sig fra forbindelsen med Holsten, og Lübeck udsondredes som en fri rigsstad. Begge disse samfund sluttede sig til Danmark, der også fandt bistand hos den misfornøjede adel, og efter, at grev Adolf 3. af Holsten i 1202 var blevet taget til fange, måtte han 1203 købe sin frihed mod afståelsen af sine lande til Valdemar Sejr, som forlenede dem til sin søstersøn, grev Albert af Orlamünde.
Grev Adolf 3. opgav i første omgang grevskabet Holsten og trak sig tilbage til Grevskabet Schauenburg, og det var først hans søn, grev Adolf 4., der fik held til at generobre Holsten. Valdemars forsøg på at fastholde magten over Holsten og de andre nordtyske områder mislykkedes fuldstændigt, da han led nederlag til en koalition af nordtyske fyrster under ledelse af ærkebispen af Bremen og Adolf 4. i Slaget ved Bornhøved i 1227.
Efter dette slag vendte schauenburgerne atter tilbage, men Ditmarsken gav sig nu ind under ærkebispen af Bremen, og trods gentagne forsøg magtede de holstenske grever aldrig at undertvinge disse frie marskbønder. Grevernes statsretlige stilling var efter Henrik Løves fald undergået en stor forandring, for selv om de retsligt set var hertugen af Sachsen-Lauenburgs vasaller, så var de i virkeligheden uafhængige, og pligter mod lensherren i form af krigstjeneste og lignende mærkes ikke. Langt farligere rivaler havde greverne i den stridbare, godsrige lavadel, hvis egentlige hjemstavn var grevskabets kerneområde i egnen omkring Bornhøved.

## De holstenske grever
De holstenske grever befæstede efter denne sejr ikke blot deres herredømme over Holsten, men de skaffede sig også indflydelse i Hertugdømmet Sønderjylland, ja en overgang også i selve kongeriget Danmark. På den måde forstærkedes båndet mellem Holsten og Slesvig, hvad der også blev understøttet af, at den holstenske lavadel havde store besiddelser nord for Ejderen. Til trods for denne voksende slægtsmæssige forbindelse mellem Sønderjylland og Holsten, og til trods for grev Gerhards senere ihærdige bestræbelser på at sikre sig overherredømmet over begge områder, forblev de to områder, grevskabet Holsten og hertugdømmet Sønderjylland, formelt adskilte. Det blev således udtrykkeligt angivet hvornår, beslutninger blev truffet i henhold til det ene eller det andet områdes særlige retsregler.

### Styret af Holsten
Holsten var et grevskab, hvor schauenburgerne sad på greveembedet. Successionen i Holsten var bestemt af tysk lensret, som denne var blevet nedskrevet i Sachsenspiegel i det 13. århundrede. Et hovedpunkt ved denne var, at len kun kunne arves i mandlig linje fra fader til søn - ikke mellem brødre. For at omgå dette sikredes sidelinjernes arveret ved samforlening. Øverste embedsmand var grevens marsk (mens hertugdømmet Sønderjylland havde en drost og en justitiar). Frem til 1390 var Hinrik van Siggern marsk for plöngreven Adolf 7., der efter for hele Holsten.
Nogen egentlig stænderforsamling fandtes ikke. Siden det 13. århundrede eksisterede lenskurien, en snæver kreds af adelige. En stænderlignende forsamling udviklede sig først sent, og købstæderne var kun undtagelsesvis deltagere (bønderne slet ikke). Greven holdt en råd, familia, fra første halvdel af det 13. århundrede, senere fik det en ændret sammmensætning og benævnelse, fideles, men på intet tidspunkt bestod det af em fast kreds. En del af de holstenere, som indvandrede til eller på anden måde fik tilknytning til Sønderjylland, deltog i styret i Holsten, som oftest som vidner ved vigtige dokumenter.

### Klostre og købstæder
I 1100- og 1200-tallet stiftes flere klostre: i 1125 stiftes en augustinerkloster i Bordesholm, i 1155 flyttes et augustinerkloster til Segeberg, i 1186 stifter Adolf 3. af Holsten et cistercienserkloster i Reinfeld, 1211/12 stifter Albert af Orlamünde et benediktinerkloster i Preetz, i 1224 stifter han et kloster i Reinbek, i 1230-erne stiftes et kloster i Itzehoe, i 1242 stifter Adolf 4. af Holsten et franciskanerkloster i Kiel, i 1245 stiftes et benediktinerkloster i Cismar. Desuden stiftes af Heinrich von Barmstedt i 1235 et kloster i Uetersen i Pinneberg, og i 1397 stiftes et karteuserkloster i Ahrensbök af Henrik 2. og grev Klaus af Holsten.
På Adolf 4.s tid fik flere steder købstadsrettigheder: Oldenburg i 1235, Plön i 1236, Itzehoe i 1238. Alle fik lübsk stadsret.
Da grev Adolf 4. i 1239 gik i kloster, efterfulgtes han af sine to sønner, Johan og Gerhard, der herskede i fællesskab, uden at nogen deling fandt sted. På Gerhard 1.s tid fik følgende steder købstadsrettigheder:, Wilster i 1240, Kiel i 1242, Neustadt og Segeberg i 1244, Rendsburg i 1253, Meldorf i 1256, Eutin i 1257, Crempe i 1260, og efter delingen i 1273 oprettede Johan 2. af Holsten yderligere Lütjenburg i 1275 og Heiligenhafen i 1305, begge i Grevskabet Holsten-Kiel.

### Økonomisk udvikling
Af stor betydning for grevskabet var det, at der i dets umiddelbare nærhed fremvoksede to handelsbyer, Hamborg mod syd og Lübeck mod øst. De to blomstrende byer indebar et stadigt voksende behov - og dermed også afsætningsmarkeder - for holstensk korn. Østholsten (Vagrien) - især området mellem Travemünde, Eutin, Segeberg, Oldesloe og Mölln samt halvøen Oldenburg og Femern - var hovedforsyningsområde for Lübeck, mens Vestholsten til Segeberg og Rendsburg var hovedforsyningsområde for Hamborg. Grevskabets godser tjente derved gode penge og blev kapitalstærke. De derved optjente kapitaler blev omsatte i fornyet ekspansion, som ikke mindst blev rettet mod Sydslesvig (og senere Østslesvig). I løbet af 1200-tallet etablerede en række holstenske godsejerslægter sig lige nord for Ejderen og i Jernved (tysk: Dänischwohld), således Ahlefeldt, Bülk, Gettorf, Knoop, Lehmbek, Schinkel, Sehestedt, Slabbenhagen, desuden Hütten sydvest for Eckernförde, Maaslev i Svansen samt Buckhagen og Mårkær i Angel. Foruden egentlige godser skete også en indvandring af almindelige holstenske bønder, som tog dette tidligere bebyggelsestomme område i besiddelse. Denne heldige forbindelse mellem holstensk landbrug og fordelagtigt beliggende købstæder og hansestæder skulle siden blive af vedvarende betydning.
Også på andre områder kom Holsten til at spille en rolle i handelen, således optræder købmænd fra Itzehoe i 1423 blandt de store hestekøbere i Danmark (på markeder i byen omkring 1510 forhandledes henved 3.000 heste). Hesteprangere fra Itzehoe optrådte i Ribes, Koldings og Gottorps regnskaber. Hestene blev afsat på det nordtyske marked. Også studehandelen udviklede sig i 1400-tallet, og i begyndelsen af århundredet optræder både slesvigske og holstenske studehandlere i Jylland. Senere optræder også såkaldte knochenhauere (slagtere, der opkøbte, slagtede og opskar kreaturer) fra Lübeck, Hamborg og Lüneburg i byer i Slesvig og Holsten, således klages i 1448 over at knochenhauere fra Lübeck har omgået tolden i Kiel, og nye klager fremkommer i 1452 og 1454. I 1449 klager Kiel over, at lübeckerne er begyndt at optræde i Dänischwold, Svansen og ved Slien for at købe okser. Omkring midten af 1400-tallet synes fast, årlig drivning af stude og okser ad bestemte ruter (Hærvejen) ned gennem Jylland, Slesvig og Holsten at være etableret. Salt udviklede sig til en vigtig handelsvare for Lübeck, ikke mindst salt fra Lüneburg, og i 1330-erne blev gjort store investeringer for at forbedre sejlruten mellem Mölln og Lübeck. I 1342 blev der lovgivet om pramfarten på denne rute, og et par årtier senere erhvervede Lübeck endda Mölln for at kontrollere salttransporten. 1390-1398 anlagdes Stecknitz-Delvenau-kanalen, der gjorde det muligt at sejle med pramme, der kunne transportere henved 6 læster salt pr. fartøj (i 1496 omtales 261 sådanne fartøjer).
Efter, at Christian I var blevet konge over Danmark og Slesvig samt greve over Holsten i 1460, blev disse handelsmønstre stadfæstede: i 1462 anerkendte han Hamborgs opkøbsret for korn, kvæg og andre varer i Slesvig, Holsten og Stormarn, og 1465-85 fik byen Steinburg Amt i pant og kunne dermed kontrollere kornudførslen via Stör. På lignende måde var Kiel 1469-96 pantsat til Lübeck, der endvidere fik Neustadt, Heiligenhafen og Grossenbrode under sin kontrol og opkøbsret i hele Østholsten, hvilket muliggjorde at sikre at al kornudførsel skete via hansestaden, således i 1463, 1478 og 1483. Allerede i 1458 havde Lübeck fået eneret til kornopkøb på Femern, hvilket stærkt blev håndhævet, mens øen 1465-91 var pantsat til staden.

### Delingen i 1273
En deling af Holsten skete for første gang i 1273 mellem Gerhard og Johans sønner, Adolf 5. og Johan 1., og det betød, at hver af fyrsterne fik besiddelser i alle tre landskaber. Efter Gerhards død i 1290 deltes hans besiddelser, hvortil stamlandet Grevskabet Schauenburg hørte, yderligere mellem hans sønner, Gerhard den Blinde, Henrik og Adolf, der fik Schauenburg samt spredte besiddelser ved Elben således, at Holsten nu var delt mellem fire linjer, der efter hovedslottene almindeligvis benævnes
- Rendsburg (Henrik)
- Plön (Gerhard den Blinde)
- Segeberg (Johan 1.)
- Kiel (Adolf 5.).[2]

Landets statsretlige enhed blev dog fastholdt, og de enkelte linjer sikrede sig gensidig arvefølge ved samforlening. Den mægtigste af de fire fyrster var Gerhard den Blinde, der ved sit giftermål med Erik Klippings enke, dronning Agnes, kom i nær forbindelse med Danmark. Han efterlod ved sin død 1313 sine lande så godt som udelte til sin og Agnes' søn, Johan den Milde. Dennes magt blev dog hurtig overfløjet af grev Henrik af Rendsburgs søn, Gerhard 3. af Holsten, den fra Danmarks historie så velkendte "kullede" greve. Et forsøg på at undertvinge Ditmarsken mislykkedes totalt, men greverne fandt erstatning ved indblanding i Danmarks indre stridigheder.
Forholdet til Sønderjylland havde særlig betydning, for de holstenske grever havde ofte støttet de slesvigske hertuger i kampen mod de danske konger fra midten af det 13. århundrede. Desuden havde de fra 1260 betydelige pantebesiddelser i Slesvig, og grev Gerhard opnåede forlening med Sønderjylland 1326-1340. Dette i forbindelse med pantemageskiftet efter hans død i 1340 bidrog til at styrke forbindelsen til hertugdømmet Slesvig og den udskiftning af danske adelsslægter med holstenske, der så småt var begyndt i Slesvig. Gerhard den 3.s to sønner, Jernhenrik og Klaus, var fuldstændig optaget af kampe for at hævde deres magtposition i Danmark, hvor Valdemar Atterdag viste sig at være en overlegen modstander.

### Grev Klaus
Grev Klaus fungerede sammen med sin broder Henrik af Rendsburg som greve af Holsten fra 1340 til 1384/85, mellem 1384/85 og 1397 sammen med Henriks sønner Gerhard, Albrecht og Henrik. Han døde i 1397. Under Klaus og Henrik var grevskabet blevet holdt sammen, og en formel deling af grevskabet fandt heller ikke sted under fællesstyret mellem grev Klaus og Henriks sønner. Holsten tilsluttede sig i 1374 et landefredsforbund, der omfattede Hamborg, Lübeck, hertugerne af Sachsen-Lauenburg samt de holstenske grever, og som skulle sikre mod røveri, brand og vilkårlig tilfangetagelse. Landefreden blev fornyet i 1382, og i 1389 blev Sønderjylland optaget i forbundet.
Da Johan den Mildes søn Adolf 7. døde som den sidste greve af Plön-linjen i 1390, gav hans søster afkald på arv efter ham til fordel for grev Klaus og hertugen af Sønderjylland Gerhard. Arven overgik til Rendsburg-linjen, der her efter alene var herrer i Holsten sammen med pinnebergerne, hvis hovedbesiddelse var slægtens stamland ved Weser. Pinnebergerne gav afkald på en deling af Adolfs besiddelser. Pinnebergerne blev stillet tilfreds med pengegodtgørelser og afståelsen af nogle besiddelser ved Elben — svarende til herskabet Pinneberg — og således blev det meste af landet indtil videre samlet på rendsburgernes hænder. Som led i en aftale blev aftalt, at arveretten skulle være gensidig, det vil sige, at hvis den ene linje uddøde, skulle den anden linje arve efter dem.

### Delingen i 1397
Efter grev Klaus' død foretog Jernhenriks sønner imidlertid en ny deling den 28. august 1397, idet Gerhard fik Plön med det nordøstlige Wagrien, Glambek med Femern, Hanerau ved Ditmarsken og Haseldorf mod syd, mens en anden del omfattede Kiel med Neumünster, Trittau med Oldesloe, Stormarn, Itzehoe og Osterhof, og en tredje del omfattede Segeberg, Sydøstwagrien, Rendsburg og Tielenburg. Anden og tredje del blev dog holdt samlede, og ligeledes skulle vasallerne holdes samlet for Holsten, Stormarn og hertugdømmet (det vil sige Sønderjylland). I forlængelse heraf måtte Gerhard tilbagegive Elisabeth hendes besiddelser, hvoraf en del lå i Holsten. Den formelle tvedeling blev imidlertid ret betydningsløs, da den ene af Jernhenriks sønner, Henrik, trådte i kirkens tjeneste og døde som biskop i Osnabrück, medens de to andre, Albrecht og Gerhard 6. af Holsten, begge faldt mod ditmarskerne (1402 og 1404). Mandslinjen bestod nu foruden af biskop Henrik kun af Gerhards tre sønner, Henrik, Gerhard og Adolf, af hvilke de to første døde tidligt, hvor efter Adolf blev enehersker. Han gik heldigt ud af den langvarige kamp med Danmark om Sønderjylland, men døde barnløs 1459. Med ham uddøde den holstenske linje af schauenburgerne, og der var blandt den holstenske adel stemning for at vælge grev Otto af den schauenburg-pinnebergske linje, der havde arveret til Holsten, men for at bevare forbindelsen med Sønderjylland, hvor så mange havde betydelige besiddelser, enedes man med den slesvigske adel om at vælge den afdøde greves søstersøn, kong Christian 1. af Danmark (1460) til hertug af Slesvig og greve af Holsten. Christian måtte i forbindelse med udnævnelsen love, at holde Sønderjylland og Holsten "sammen for evigt" ("up ewig ungedeelt"). "Således blev holstenerne danske", hedder det i en samtidig krønike om denne for Danmark så skæbnesvangre begivenhed. Formelt var den nye danske konge nu herre både over kongeriget, over hertugdømmet Sønderjylland og over grevskabet Holsten, men reelt var store dele af hertugdømmet og grevskabet under den slesvig-holstenske adels faktiske kontrol.

## Grevskabet bliver et hertugdømme
Grevskabet Holsten var og blev en del af Karl den Stores rige, og på den måde kom det også til at være en del af det tysk-romerske rige. Indtil 1474 var det formelt underlagt hertugdømmet Sachsen, men i 1474 afgjorde den habsburgske kejser, Friedrich 3., at grevskabet skulle være et hertugdømme, og derved kom det til at stå i direkte vasalforhold til kejseren og ikke længere underlagt den saksiske hertug. Samtidig blev Ditmarsken formelt en del af hertugdømmet. På den måde blev den danske konge, Christian 1., som hertug af Holsten også lensmand under kejseren.